# Y Fflint

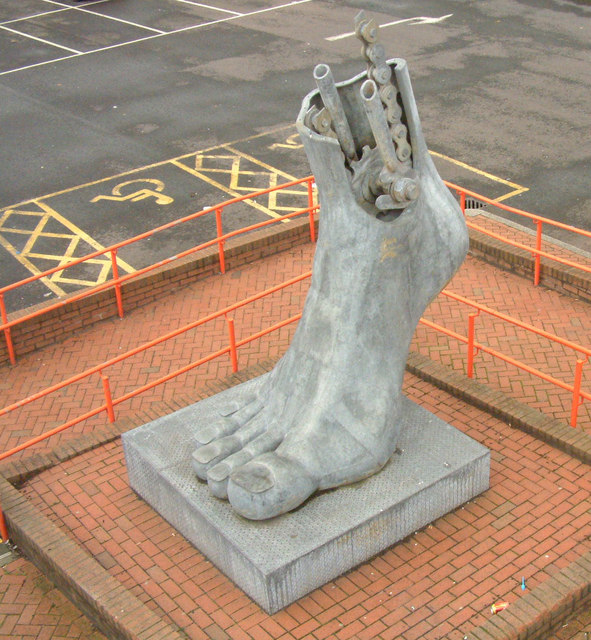
Curiosa escultura a l'estació d'Y Fflint

Y Fflint (anglès: Flint) és una localitat i comunitat al nord-est de Gal·les, amb uns 15.000 habitants. Forma part del comtat de Flintshire (comtat preservat: Clwyd) i està situada al llarg de l'estuari del riu Dee sobre la badia de Liverpool, a tocar del límit amb Anglaterra. És la tercera ciutat més gran del comtat.

## Geografia
Y Fflint està situada entre Prestatyn i Mold (respectivament a sud/sud-est de la primera i a nord/nord-oest de la segona); al voltant de 35 km al nord/nord-oest de Wrexham i al voltant 20 km a l'oest/nord-oest de Chester (Anglaterra).

## Origen del nom
El topònim Flint, d'origen incert, deriva potser d'un terme de l'anglès antic o del francès antic que significa "roca dura" i feia referència al castell local.

## Monuments i llocs d'interès

### Església de Santa Maria
Església catòlica de Santa Maria, construïda entre el 1846 i el 1848 al mateix emplaçament d'una església originària del segle xii.

### Castell d'Y Fflint
A Y Fflint hi ha les ruïnes d'un castell, fet construir el 1277 per Eduard I d'Anglaterra. Es tracta d'una de les primeres fortaleses fetes construir a Gal·les pel sobirà anglès.
Va ser en aquest edifici que, el 1399, Ricard II d'Anglaterra va ser desposseït per Henry Bolingbroke (episodi recordat al Ricard II de William Shakespeare).
|  |

## Demografia
Al cens del 2011 Y Fflint tenia 14.907 habitants. Al cens anterior del 2001, tenia en canvi 14.655 habitants.

## Personatges cèlebres
- Jade Jones, olímpica de taekwondo
- Ian Puleston-Davies, actor
- Ian Rush, futbolista
- Thomas Totty, almirall